# Орли (Середзем'я)
Гігантські Орли, Орли Манве — у легендаріумі Дж. Р. Р. Толкіна могутні духи майар вали Манве, що прийняли вигляд велетенських орлів. Вони могли бачити те, що діється у найвіддаленіших кутках землі. Ці птахи безнастанно прилітали до його чертогів на горі Танаквентіл у Валінорі і повідомляли про всі події, що відбувалися в Арді. Тривалість їх життя була так само необмежена як у айнурів та ельфів. Перед пробудженням Дітей Ілуватара Орли Манве вилетіли у світ щоб наглядати за ними.

## Орли Торондора
Після виходу нолдорів з Аману Манве, що, попри здійснені ними повстання та братовбивство в Альквалонде, все одно любив цей ельфійський народ, послав до Середзем 'я орлів. Коли старший син Феанора Маедрос був захоплений у полон балрогами і прикутий до схилу Танґородриму, старший син Фінарфіна Фінґон розшукав його і намагався звільнити. Однак, вдіяти нічого не зміг, оскільки Маедрос був прикутий надто високо. Конаючи від безнадії, Маедрос молив Фінгона застрелити його пострілом з лука, і Фінґон заклав стрілу, і націлив лук. І, не бачачи іншого виходу, крикнув, звертаючись до Манве:
- О Королю, котрому любі всі птахи, пришвидши це оперене вістря, оживи у своєму серці трохи жалю до нужденних нолдорів! 
І щойно Фінгон націлив свого лука, з верховіття прилинув Король Орлів Торондор, і, стримавши його руку підняв до вершини скелі, де висів Маедрос. Але Фінґонові не вдалося звільнити зап 'ястя друга з викутого у пекельному вогні обруча, ні розірвати залізо, ні вирвати його з каменя. І знову зболений Маедрос благав у нього смерті; проте Фінґон відтяв йому руку вище зап'ястка, і Торондор поніс їх обох назад до Мітриму.
Торондор був найбільшим і наймогутнішим серед усіх птахів Арди, розмах його крил сягав тридцяти морських сажнів (54 метри).
Орли Манве оселились на гірських вершинах Крісаеґріму, на південній околиці Ехоріату (Окружні Гори). Звідти вони спостерігали за пересуванням орд орків та інших істот Морґота у довколишніх землях. Від гострого зору орлів не могла сховатись навіть найменша істота. Вісті про бачене ними вони приносили королеві Ґондоліна Турґону, володіння якого розташовувались поруч у прихованій долині Тумладен.
Орлами були врятовані сини вождя людей Дор — Ломіну Галдора Гуор і Гурін, що заблукали в Дімбарі. Великі птахи підняли їх на свої крила і віднесли до Ґондоліну, котрий до того не бачила жодна людина. І згодом з волі Турґона віднесли їх до рідного краю. Також орли забрали Берена й Лутіен та віднесли їх від Анґбанда до північних кордонів Доріату. Король Орлів Торондор вихопив у Морґота тіло короля Гітлуму Фінґолфіна, котре той хотів віддати на поживу вовкам, і відніс його у Ґондолін, де Турґон поховав батька. При цьому своїми кігтями Король Орлів глибоко поранив обличчя Темного Володаря, внаслідок чого в нього назавжди лишлись шрами.
У Війні Гніву Торондор був ватажком небесних птахів, що бились на боці Сил Заходу. Вони допомогли Еаренділу відбити натиск Драконів, що змусили відступити від стін Анґбанду навіть Валар.
Після перемоги Торондор і більшість Орлів Манве повернулись в Аман, на вершини Пелорів поблизу Оселі Манве на Танікветілі. Однак, деякі з орлів лишились у Середзем'ї щоб допомагати ельфам та людям. У пам'ять про цих великих птахів королі Нуменору шанували гірських орлів і на вершині башти королівського палацу в Арменелосі було їх гніздо. В ньому жили пари орлів більше тисячі років до чорних часів падіння нуменорців.
У час що передував загибелі Нуменору Орли Манве пролетіли над островом вишикувані наче для битви і над ними червоно палав захід Сонця, але це не зупинило Ар-Фаразона від військового походу проти Безсмертних Земель.

## Орли Імлистих Гір
Орли, що залишились у Середзем'ї, оселились на північних вершинах Ґітаеґліру (Імлисті Гори), де вони стежили за орками та варґами. 
Вони не любили ґоблінів, але й не боялися них. Якщо вони спускались до орків (дуже рідко, бо орли не їдять таких тварюк), то зазвичай для того щоб не допустити їх розбою. Орли кидались на бандитів з гори і заганяли їх назад у печери. Ґобліни ненавиділи і боялися, але не могли дістатись до їх високих гнізд і не могли прогнати з гір. 
Орли врятували Гендальфа, Більбо, Торіна та інших гномів з палаючого лісу, де вони були оточені варгами та орками і перенесли їх через Андуїн, неподалік від скелястого острова Каррок.
Під час Битви П'яти Армій орли скинули орків зі схилів Самотньої Гори, кидаючи їх у прірву чи на ельфійські списи. А після їх розгрому переслідували вцілілих орків та варґів, доки вони не були винищені всі. В нагороду за це гноми викували для Ватажка Орлів Ґвайґіра королівську корону. Орли всіляко допомагали магам Ґандальфу і Радаґасту у їх боротьбі з темними силами.
У вересні 3018 р. Третьої Епохи він визволив Ґандальфа з полону Сарумана і відніс його в землі Рогану. Також у лютому 3019 р. він відніс його з вершини Зірак — Зігілю, де Ґандальф здолав балроґа Морії.

Під час битви біля Чорних Воріт орли атакували крилатих потвор на яких летіли назґули. 
Високо в небі летів Ґвайґір, Повелитель Вітрів, за ним спішив його брат Ландроваль — великі Орли Півночі, наймогутніші з нащадків старого Торондора, що будував гнізда на недосяжних піках Кріссаеґрімських Гір у часи молодості Середзем'я. На крилах північного вітру летіли рівними рядами всі їхні сородичі. Прямо на назґулів неслись вони, круто спускаючись з висоти, і вітер смерчами заливався довкола їх могутніх крил. 
Після знищення Персня Ґвайґір, Ландроваль та Мендальдор дістались Ґорґорату і на пагорбі посеред моря лави знайшли непритомних Фродо і Сема і віднесли їх за межі гинучого світу Саурона.